# 东风汽车有限公司
东风汽车有限公司是由东风汽车公司和日产汽车公司共同出资于2003年组建，总部位于湖北省武汉，产品范围包括商用车、乘用车、零部件和汽车装备。

## 主要下属企业
- 东风汽车有限公司商用车公司
  - 东风柳州汽车有限公司
  - 东风随州专用汽车有限公司
- 东风日产乘用车公司
  - 鄭州日產汽车有限公司
  - 风神汽车有限公司
  - 广州风神汽车有限公司
  - 風神襄陽汽車有限公司
- 东风汽车有限公司零部件事业部
- 东风汽车有限公司装备公司
- 东风汽车股份有限公司

## 沿革
- 2002年9月19日 - 日产汽车公司與东风汽车集团有限公司宣布達成全面合作夥伴關係[3]。
- 2003年6月9日 - 东风汽车集团有限公司与日产汽车公司携手组建的一家大型汽车合资企业，公司注册资本167亿元人民币，双方各拥有50%的股份[4][5]。
- 2003年7月1日 - 工廠開始運轉。
- 2010年9月8日 - 東風日產汽車公司的自主品牌「啟辰」發表，在2010年9月上市。
- 2011年12月21日 - 位於廣州市花都區的第2工廠竣工[6]。
- 2018年 - 东风汽车的整体销量实绩为154.7万辆，同比增长3.9%[4]。